# 1983 في إيران
فيما يلي قوائم الأحداث التي وقعت خلال عام 1983 في إيران.

## موسيقى

### ألبومات
من الألبومات التي صدرت هذه السنة في إيران:
- 23 سبتمبر – حرائق نينوى من غناء حسين عليزاده.

## مواليد

### يناير
- 9 يناير – محمد نوري لاعب كرة قدم إيراني.
- 10 يناير – مهرزاد معدنتشي لاعب كرة قدم إيراني.

### فبراير
- 2 فبراير – مهدي رحمتي لاعب كرة قدم إيراني.

### مارس
- 6 مارس – أندرانيك تيموريان لاعب كرة قدم إيراني.
- 10 مارس – أسامة سامي

### مايو
- 1 مايو – أفسانه باكرو ممثلة إيرانية.

### يونيو
- 16 يونيو – مجتبى جباري لاعب كرة قدم إيراني.

### يوليو
- 10 يوليو – غلشيفته فراهاني
- 12 يوليو – قاسم حداديفر لاعب كرة قدم إيراني.

### سبتمبر
- 1 سبتمبر – علي جوكار لاعب كرة قدم إيراني.
- 6 سبتمبر – بجمان منتظري لاعب كرة قدم إيراني.
- 14 سبتمبر – آرش برهاني لاعب كرة قدم إيراني.
- 14 سبتمبر – خسرو حيدري لاعب كرة قدم إيراني.

## وفيات

### يناير
- 1 يناير – كرم نيرلو (مواليد 1943) لاعب كرة قدم إيراني.
- 1 يناير – محمود أفشار (مواليد 1893) عالم سياسي، صحفي، محام، كاتب وشاعر إيراني.